# Carea subtilana
Carea subtilana är en fjärilsart som beskrevs av Embrik Strand 1917. Carea subtilana ingår i släktet Carea och familjen trågspinnare. Inga underarter finns listade i Catalogue of Life.